# Krajczár Vendel
Krajczár Vendel szlovénül Vendel Krajcar (Felsőszölnök, 1902. január 22. – Vasszentmihály, 1975. május 2.) magyarországi szlovén kommunista.
A Szentgotthárd kerületéhez tartozó Vendvidék legnagyobb falujából származott, egy hétgyermekes, szegény családban nőtt fel. Ifjúkorában ő is idénymunkára szegődött el Győrbe, ahogy a legtöbb szegénysorsú család a vidéken. 1919-ben a Magyar Tanácsköztársaság kikiáltása után részt vett a politikai életben a kommunisták oldalán, valamint az ellenforradalmi tevékenységek ellen folytatott küzdelmekben, így például az ellenforradalmi megmozdulásnak titulált Vendvidéki Köztársaság felszámolásában is. Szülőfalujában ellenben kevés rokonszenvezője akadt az új rendszernek, ráadásul Felsőszölnökök április 10-én egy kommunista-ellenes megmozdulásra került sor, melyet kisebb összecsapás árán felszámoltak a hatóságok és több résztvevőt, köztük a papot Tüll Gézát őrizetbe vették.

A Tanácsköztársaság bukása után Krajczár Ausztriába menekült, de idővel visszatért és tolmácsként kezdett el dolgozni. Több nyelven is beszélt, többek között anyanyelvén a venden kívül magyarul, szlovénül, németül, bolgárul és oroszul is. Nem vett részt a továbbiakban aktívan baloldali tevékenységekben.

## Külső hivatkozás
- Francek Mukič – Marija Kozar: Slovensko Porabje, Mohorjeva Družba, Celje 1982.